# Składy Najlepszych Zawodników PLK
Składy Najlepszych Zawodników PLK – umowne składy najlepszych zawodników Polskiej Ligi Koszykówki wybierane co sezon poprzez głosowanie trenerów zespołów PLK. Za oficjalny wybór są obecnie odpowiedzialni trenerzy ligowi, w przeszłości zapraszano do niego także dziennikarzy, a niekiedy to oni wyłącznie dokonywali wyboru. Obecnie dziennikarze wybierają swoje własne składy najlepszych zawodników ligi, niezależnie od trenerów.
Od sezonu 1978/1979 składy najlepszych zawodników polskiej ligi zaczął wybierać Przegląd Sportowy. W latach 2000–2003 dziennikarze Przeglądu wybierali dwa składy najlepszych zawodników ligi, jeden złożony z Polaków, a drugi z obcokrajowców.
Kilkukrotnie w historii najlepszy gracz sezonu regularnego nie został zaliczony do składu najlepszych zawodników ligi. Miało to miejsce w 1980, 1983, 1995 oraz 2006 roku, kiedy to MVP sezonu został Goran Jagodnik, który nie został wybrany w głosowaniu do I składu najlepszych zawodników, a na jego pozycji wybrano Michała Ignerskiego.
pogrubienie – oznacza zawodnika, który uzyskał tytuł MVP sezonu regularnego

(x) – liczba w nawiasie oznacza kolejne wybory do I składu tego samego zawodnika
| Sezon     | Pierwsza drużyna         | Pierwsza drużyna  | Pierwsza drużyna                   |
| Sezon     | Zawodnik                 | Nar.              | Zespół                             |
| --------- | ------------------------ | ----------------- | ---------------------------------- |
| 1978/1979 | Eugeniusz Kijewski       | Polska            | Lech Poznań                        |
| 1978/1979 | Dariusz Zelig            | Polska            | Śląsk Wrocław                      |
| 1978/1979 | Mieczysław Młynarski     | Polska            | Górnik Wałbrzych                   |
| 1978/1979 | Edward Jurkiewicz        | Polska            | Wybrzeże Gdańsk                    |
| 1978/1979 | Zdzisław Myrda           | Polska            | Resovia Rzeszów                    |
| 1979/1980 | Eugeniusz Kijewski (2)   | Polska            | Lech Poznań                        |
| 1979/1980 | Dariusz Zelig (2)        | Polska            | Śląsk Wrocław                      |
| 1979/1980 | Mieczysław Młynarski (2) | Polska            | Górnik Wałbrzych                   |
| 1979/1980 | Wojciech Rosiński        | Polska            | Wybrzeże Gdańsk                    |
| 1979/1980 | Zdzisław Myrda (2)       | Polska            | Resovia Rzeszów                    |
| 1980/1981 | Ryszard Prostak          | Polska            | Śląsk Wrocław                      |
| 1980/1981 | Dariusz Zelig (3)        | Polska            | Śląsk Wrocław                      |
| 1980/1981 | Mieczysław Młynarski (3) | Polska            | Górnik Wałbrzych                   |
| 1980/1981 | Wojciech Zdrodowski      | Polska            | Śląsk Wrocław                      |
| 1980/1981 | Jerzy Binkowski          | Polska            | Gwardia Wrocław                    |
| 1981/1982 | Eugeniusz Kijewski (3)   | Polska            | Lech Poznań                        |
| 1981/1982 | Dariusz Zelig (4)        | Polska            | Śląsk Wrocław                      |
| 1981/1982 | Mieczysław Młynarski (4) | Polska            | Górnik Wałbrzych                   |
| 1981/1982 | Krzysztof Fikiel         | Polska            | Wisła Kraków                       |
| 1981/1982 | Zbigniew Bogucki         | Polska            | Lech Poznań                        |
| 1982/1983 | Eugeniusz Kijewski (4)   | Polska            | Lech Poznań                        |
| 1982/1983 | Stanisław Kiełbik        | Polska            | Górnik Wałbrzych                   |
| 1982/1983 | Mieczysław Młynarski (5) | Polska            | Górnik Wałbrzych                   |
| 1982/1983 | Jarosław Jechorek        | Polska            | Lech Poznań                        |
| 1982/1983 | Jerzy Binkowski (2)      | Polska            | Gwardia Wrocław                    |
| 1983/1984 | Eugeniusz Kijewski (5)   | Polska            | Lech Poznań                        |
| 1983/1984 | Stanisław Kiełbik (2)    | Polska            | Górnik Wałbrzych                   |
| 1983/1984 | Mieczysław Młynarski (6) | Polska            | Górnik Wałbrzych                   |
| 1983/1984 | Krzysztof Fikiel (2)     | Polska            | Wisła Kraków                       |
| 1983/1984 | Jerzy Binkowski (3)      | Polska            | Gwardia Wrocław                    |
| 1984/1985 | Dariusz Zelig (5)        | Polska            | Śląsk Wrocław                      |
| 1984/1985 | Dariusz Szczubiał        | Polska            | Zagłębie Sosnowiec                 |
| 1984/1985 | Justyn Węglorz           | Polska            | Zagłębie Sosnowiec                 |
| 1984/1985 | Krzysztof Fikiel (3)     | Polska            | Wisła Kraków                       |
| 1984/1985 | Jerzy Binkowski (4)      | Polska            | Gwardia Wrocław                    |
| 1985/1986 | Dariusz Zelig (6)        | Polska            | Śląsk Wrocław                      |
| 1985/1986 | Dariusz Szczubiał (2)    | Polska            | Zagłębie Sosnowiec                 |
| 1985/1986 | Eugeniusz Kijewski (6)   | Polska            | Lech Poznań                        |
| 1985/1986 | Krzysztof Fikiel (4)     | Polska            | Wisła Kraków                       |
| 1985/1986 | Jerzy Binkowski (5)      | Polska            | Gwardia Wrocław                    |
| 1986/1987 | Dariusz Zelig (7)        | Polska            | Śląsk Wrocław                      |
| 1986/1987 | Ryszard Prostak (2)      | Polska            | Śląsk Wrocław                      |
| 1986/1987 | Eugeniusz Kijewski (7)   | Polska            | Lech Poznań                        |
| 1986/1987 | Krzysztof Fikiel (5)     | Polska            | Wisła Kraków                       |
| 1986/1987 | Jerzy Binkowski (6)      | Polska            | Gwardia Wrocław                    |
| 1987/1988 | Stanisław Kiełbik (3)    | Polska            | Górnik Wałbrzych                   |
| 1987/1988 | Marek Sobczyński         | Polska            | Wisła Kraków                       |
| 1987/1988 | Eugeniusz Kijewski (8)   | Polska            | Lech Poznań                        |
| 1987/1988 | Tadeusz Reschke          | Polska            | Górnik Wałbrzych                   |
| 1987/1988 | Jerzy Binkowski (7)      | Polska            | Gwardia Wrocław                    |
| 1988/1989 | Jarosław Jechorek (2)    | Polska            | Lech Poznań                        |
| 1988/1989 | Jerzy Żywarski           | Polska            | Górnik Wałbrzych                   |
| 1988/1989 | Eugeniusz Kijewski (9)   | Polska            | Lech Poznań                        |
| 1988/1989 | Henryk Wardach           | Polska            | Zagłębie Sosnowiec                 |
| 1988/1989 | Leszek Doliński          | Polska            | AZS Koszalin                       |
| 1989/1990 | Jarosław Jechorek (3)    | Polska            | Lech Poznań                        |
| 1989/1990 | Adam Wójcik              | Polska            | Gwardia Wrocław                    |
| 1989/1990 | Eugeniusz Kijewski (10)  | Polska            | Lech Poznań                        |
| 1989/1990 | Tomasz Torgowski         | Polska            | Lech Poznań                        |
| 1989/1990 | Leszek Doliński (2)      | Polska            | AZS Koszalin                       |
| 1990/1991 | Dariusz Zelig (8)        | Polska            | Śląsk Wrocław                      |
| 1990/1991 | Adam Wójcik (2)          | Polska            | ASPRO Wrocław                      |
| 1990/1991 | Jarosław Zyskowski       | Polska            | ASPRO Wrocław                      |
| 1990/1991 | Maciej Zieliński         | Polska            | Śląsk Wrocław                      |
| 1990/1991 | Jacek Łączyński          | Polska            | Legia Warszawa                     |
| 1991/1992 | Dariusz Zelig (9)        | Polska            | Śląsk Wrocław                      |
| 1991/1992 | Adam Wójcik (3)          | Polska            | ASPRO Wrocław                      |
| 1991/1992 | Mariusz Bacik            | Polska            | Stal Bobrek Bytom                  |
| 1991/1992 | Maciej Zieliński (2)     | Polska            | Śląsk Wrocław                      |
| 1991/1992 | Keith Williams           | Stany Zjednoczone | Śląsk Wrocław                      |
| 1992/1993 | Roman Olszewski          | Polska            | Nobiles Włocławek                  |
| 1992/1993 | Adam Wójcik (4)          | Polska            | ASPRO Wrocław                      |
| 1992/1993 | Mariusz Bacik (2)        | Polska            | Stal Bobrek Bytom                  |
| 1992/1993 | Igor Griszczuk           | Białoruś          | Nobiles Włocławek                  |
| 1992/1993 | Keith Williams (2)       | Stany Zjednoczone | Śląsk Wrocław                      |
| 1993/1994 | Roman Olszewski (2)      | Polska            | Nobiles Włocławek                  |
| 1993/1994 | Wojciech Królik          | Polska            | Polonia Warszawa                   |
| 1993/1994 | Dominik Tomczyk          | Polska            | ASPRO Wrocław                      |
| 1993/1994 | Jerzy Binkowski (8)      | Polska            | Nobiles Włocławek                  |
| 1993/1994 | Keith Williams (3)       | Stany Zjednoczone | Śląsk Wrocław                      |
| 1994/1995 | Nathan Buntin            | Stany Zjednoczone | Polonia Przemyśl                   |
| 1994/1995 | Adam Wójcik (5)          | Polska            | Mazowszanka Pruszków               |
| 1994/1995 | Mariusz Bacik (3)        | Polska            | Stal Bobrek Bytom                  |
| 1994/1995 | Igor Griszczuk (2)       | Białoruś          | Nobiles Włocławek                  |
| 1994/1995 | Keith Williams (4)       | Stany Zjednoczone | Mazowszanka Pruszków               |
| 1995/1996 | Joe Daughrity            | Stany Zjednoczone | Browary Tyskie Bobry Bytom         |
| 1995/1996 | Maciej Zieliński (3)     | Polska            | Śląsk Wrocław                      |
| 1995/1996 | Mariusz Bacik (4)        | Polska            | Browary Tyskie Bobry Bytom         |
| 1995/1996 | Igor Griszczuk (3)       | Białoruś          | Nobiles Azoty Włocławek            |
| 1995/1996 | Dominik Tomczyk (2)      | Polska            | Śląsk Wrocław                      |
| 1996/1997 | Joseph McNaull           | Stany Zjednoczone | Komfort Forbo Stargard Szczeciński |
| 1996/1997 | Maciej Zieliński (4)     | Polska            | Śląsk Wrocław                      |
| 1996/1997 | Andrzej Pluta            | Polska            | Browary Tyskie Bobry Bytom         |
| 1996/1997 | Tomasz Jankowski         | Polska            | Nobiles Azoty Włocławek            |
| 1996/1997 | Dominik Tomczyk (3)      | Polska            | Śląsk Wrocław                      |
| 1997/1998 | Adam Wójcik (6)          | Polska            | Śląsk Wrocław                      |
| 1997/1998 | Maciej Zieliński (5)     | Polska            | Śląsk Wrocław                      |
| 1997/1998 | Raimonds Miglinieks      | Łotwa             | Śląsk Wrocław                      |
| 1997/1998 | Piotr Szybilski          | Polska            | Pekaes Pruszków                    |
| 1997/1998 | Dominik Tomczyk (4)      | Polska            | Pekaes Pruszków                    |
| 1998/1999 | Adam Wójcik (7)          | Polska            | Zepter Śląsk Wrocław               |
| 1998/1999 | Maciej Zieliński (6)     | Polska            | Zepter Śląsk Wrocław               |
| 1998/1999 | Raimonds Miglinieks (2)  | Łotwa             | Zepter Śląsk Wrocław               |
| 1998/1999 | Joseph McNaull (2)       | Stany Zjednoczone | Zepter Śląsk Wrocław               |
| 1998/1999 | Igor Griszczuk (4)       | Białoruś          | Nobiles Anwil Włocławek            |

| Sezon     | I skład Polaków       | I skład Polaków                | I skład obcokrajowców   | I skład obcokrajowców | I skład obcokrajowców        |
| Sezon     | Zawodnik              | Zespół                         | Zawodnik                | Nar.                  | Zespół                       |
| --------- | --------------------- | ------------------------------ | ----------------------- | --------------------- | ---------------------------- |
| 1999/2000 | Adam Wójcik (8)       | Zepter Śląsk Wrocław           | Raimonds Miglinieks (3) | Łotwa                 | WTK Anwil Włocławek          |
| 1999/2000 | Maciej Zieliński (7)  | Zepter Śląsk Wrocław           | Charles O’Bannon        | Stany Zjednoczone     | Zepter Śląsk Wrocław         |
| 1999/2000 | Andrzej Pluta (2)     | Enpol Pogoń Ruda Śląska        | Joseph McNaull (3)      | Stany Zjednoczone     | Zepter Śląsk Wrocław         |
| 1999/2000 | Radosław Hyży         | Azoty Unia Tarnów              | Jerry Hester            | Stany Zjednoczone     | Stal Wega Ostrów Wlkp.       |
| 1999/2000 | Tomasz Jankowski (2)  | WTK Anwil Włocławek            | Dainius Adomaitis       | Litwa                 | WTK Anwil Włocławek          |
| 2000/2001 | Adam Wójcik (9)       | Zepter Idea Śląsk Wrocław      | Raimonds Miglinieks (4) | Łotwa                 | Zepter Idea Śląsk Wrocław    |
| 2000/2001 | Maciej Zieliński (8)  | Zepter Idea Śląsk Wrocław      | Josip Vranković         | Chorwacja             | Prokom Trefl Sopot           |
| 2000/2001 | Andrzej Pluta (3)     | Brok M&S Okna Słupsk           | Michael Ansley          | Stany Zjednoczone     | Prokom Trefl Sopot           |
| 2000/2001 | Roman Prawica         | Anwil Włocławek                | Harold Jamison          | Stany Zjednoczone     | Zepter Idea Śląsk Wrocław    |
| 2000/2001 | Rafał Bigus           | Prokom Trefl Sopot             | Ivano Newbill           | Stany Zjednoczone     | Pogoń Ruda Śląska            |
| 2001/2002 | Paweł Szcześniak      | Pogoń Ruda Śląska              | Josip Vranković (2)     | Chorwacja             | Prokom Trefl Sopot           |
| 2001/2002 | Andrzej Pluta (4)     | MKS Blachy Pruszyński Pruszków | Michael Hawkins         | Stany Zjednoczone     | Idea Śląsk Wrocław           |
| 2001/2002 | Dominik Tomczyk (5)   | Idea Śląsk Wrocław             | Michael Wright          | Stany Zjednoczone     | Idea Śląsk Wrocław           |
| 2001/2002 | Maciej Zieliński (9)  | Idea Śląsk Wrocław             | Ed O’Bannon             | Stany Zjednoczone     | Anwil Włocławek              |
| 2001/2002 | Joseph McNaull (4)    | Prokom Trefl Sopot             | Dainius Adomaitis (2)   | Litwa                 | Idea Śląsk Wrocław           |
| 2002/2003 | Paweł Szcześniak (2)  | Gipsar Stal Ostrów Wlkp.       | Jeff Nordgaard          | Stany Zjednoczone     | Anwil Włocławek              |
| 2002/2003 | Andrzej Pluta (5)     | Anwil Włocławek                | Eric Elliott            | Stany Zjednoczone     | Gipsar Stal Ostrów Wlkp.     |
| 2002/2003 | Dominik Tomczyk (6)   | Idea Śląsk Wrocław             | Shawn Respert           | Stany Zjednoczone     | Komfort Stargard Szczeciński |
| 2002/2003 | Maciej Zieliński (10) | Idea Śląsk Wrocław             | Goran Jagodnik          | Słowenia              | Prokom Trefl Sopot           |
| 2002/2003 | Joseph McNaull (5)    | Prokom Trefl Sopot             | Kris Lang               | Stany Zjednoczone     | Anwil Włocławek              |

| Sezon     | Pierwsza drużyna                      | Pierwsza drużyna                      | Pierwsza drużyna                      |
| Sezon     | Zawodnik                              | Nar.                                  | Zespół                                |
| --------- | ------------------------------------- | ------------------------------------- | ------------------------------------- |
| 2003/2004 | Adam Wójcik (10)                      | Polska                                | Idea Śląsk Wrocław                    |
| 2003/2004 | Goran Jagodnik (2)                    | Słowenia                              | Prokom Trefl Sopot                    |
| 2003/2004 | Tomas Masiulis                        | Litwa                                 | Prokom Trefl Sopot                    |
| 2003/2004 | Lynn Greer                            | Stany Zjednoczone                     | Idea Śląsk Wrocław                    |
| 2003/2004 | Tomas Pačėsas                         | Litwa                                 | Prokom Trefl Sopot                    |
| 2005/2006 | Miah Davis                            | Stany Zjednoczone                     | Energa Czarni Słupsk                  |
| 2005/2006 | Michał Ignerski                       | Polska                                | Anwil Włocławek                       |
| 2005/2006 | Rick Apodaca                          | /                                     | Polpak Świecie                        |
| 2005/2006 | Adam Wójcik (11)                      | Polska                                | Prokom Trefl Sopot                    |
| 2005/2006 | George Reese                          | Stany Zjednoczone                     | Stal Ostrów                           |
| 2006/2007 | Christian Dalmau                      | Portoryko                             | Prokom Trefl Sopot                    |
| 2006/2007 | Donatas Slanina                       | Litwa                                 | Prokom Trefl Sopot                    |
| 2006/2007 | Thomas Kelati                         | Stany Zjednoczone                     | BOT Turów Zgorzelec                   |
| 2006/2007 | Otis Hill                             | Stany Zjednoczone                     | Anwil Włocławek                       |
| 2006/2007 | Hüseyin Beşok                         | Turcja                                | Prokom Trefl Sopot                    |
| 2007/2008 | Bobby Dixon                           | Stany Zjednoczone                     | Polpak S.A. Świecie                   |
| 2007/2008 | David Logan                           | Stany Zjednoczone                     | PGE Turów Zgorzelec                   |
| 2007/2008 | Milan Gurović                         | Serbia                                | Prokom Trefl Sopot                    |
| 2007/2008 | Filip Dylewicz                        | Polska                                | Prokom Trefl Sopot                    |
| 2007/2008 | Eric Hicks                            | Stany Zjednoczone                     | Polpak S.A. Świecie                   |
| 2008/2009 | Nie wybrano, przyznawano Złote Kosze. | Nie wybrano, przyznawano Złote Kosze. | Nie wybrano, przyznawano Złote Kosze. |
| 2009/2010 | Krzysztof Szubarga                    | Polska                                | Anwil Włocławek                       |
| 2009/2010 | David Logan (2)                       | /                                     | Asseco Prokom Gdynia                  |
| 2009/2010 | Qyntel Woods                          | Stany Zjednoczone                     | Asseco Prokom Gdynia                  |
| 2009/2010 | Michael Wright                        | Stany Zjednoczone                     | PGE Turów Zgorzelec                   |
| 2009/2010 | Patrick Okafor                        | Stany Zjednoczone                     | Polpharma Starogard                   |
| 2010/2011 | Torey Thomas                          | Stany Zjednoczone                     | PGE Turów Zgorzelec                   |
| 2010/2011 | Daniel Ewing                          | Stany Zjednoczone                     | Asseco Prokom Gdynia                  |
| 2010/2011 | Konrad Wysocki                        | /                                     | PGE Turów Zgorzelec                   |
| 2010/2011 | Filip Dylewicz (2)                    | Polska                                | Trefl Sopot                           |
| 2010/2011 | Ratko Varda                           | Bośnia i Hercegowina                  | Asseco Prokom Gdynia                  |
| 2011/2012 | Łukasz Koszarek                       | Polska                                | Trefl Sopot                           |
| 2011/2012 | Walter Hodge                          | /                                     | Zastal Zielona Góra                   |
| 2011/2012 | Adam Waczyński                        | Polska                                | Trefl Sopot                           |
| 2011/2012 | Donatas Motiejūnas                    | Litwa                                 | Asseco Prokom Gdynia                  |
| 2011/2012 | John Turek                            | Stany Zjednoczone                     | Trefl Sopot                           |
| 2012/2013 | Łukasz Koszarek (2)                   | Polska                                | Stelmet Zielona Góra                  |
| 2012/2013 | Walter Hodge (2)                      | /                                     | Zastal Zielona Góra                   |
| 2012/2013 | Michał Chyliński                      | Polska                                | PGE Turów Zgorzelec                   |
| 2012/2013 | Filip Dylewicz (3)                    | Polska                                | Trefl Sopot                           |
| 2012/2013 | Ben McCauley                          | Stany Zjednoczone                     | Polpharma Starogard Gdański           |
| 2013/2014 | J.P. Prince                           | Stany Zjednoczone                     | PGE Turów Zgorzelec                   |
| 2013/2014 | Łukasz Koszarek (3)                   | Polska                                | Stelmet Zielona Góra                  |
| 2013/2014 | Vladimir Dragičević                   | Czarnogóra                            | Stelmet Zielona Góra                  |
| 2013/2014 | Adam Waczyński (2)                    | Polska                                | Trefl Sopot                           |
| 2013/2014 | Damian Kulig                          | Polska                                | PGE Turów Zgorzelec                   |
| 2014/2015 | Jerel Blassingame                     | Stany Zjednoczone                     | Energa Czarni Słupsk                  |
| 2014/2015 | Karol Gruszecki                       | Polska                                | Energa Czarni Słupsk                  |
| 2014/2015 | Aaron Cel                             | /                                     | Stelmet Zielona Góra                  |
| 2014/2015 | Quinton Hosley                        | /                                     | Stelmet Zielona Góra                  |
| 2014/2015 | Damian Kulig (2)                      | Polska                                | PGE Turów Zgorzelec                   |
| 2015/2016 | Danny Gibson                          | Stany Zjednoczone                     | Polski Cukier Toruń                   |
| 2015/2016 | David Jelínek                         | Czechy                                | Anwil Włocławek                       |
| 2015/2016 | Mateusz Ponitka                       | Polska                                | Stelmet Zielona Góra                  |
| 2015/2016 | Maksym Kornijenko                     | Ukraina                               | Polski Cukier Toruń                   |
| 2015/2016 | Dejan Borovnjak                       | Serbia                                | Stelmet Zielona Góra                  |
| 2016/2017 | Krzysztof Szubarga (2)                | Polska                                | Asseco Gdynia                         |
| 2016/2017 | Nemanja Jaramaz                       | Serbia                                | Anwil Włocławek                       |
| 2016/2017 | Michał Sokołowski                     | Polska                                | Rosa Radom                            |
| 2016/2017 | Vladimir Dragičević (2)               | Czarnogóra                            | Stelmet BC Zielona Góra               |
| 2016/2017 | Shawn King                            | Saint Vincent i Grenadyny             | BM Slam Stal Ostrów Wielkopolski      |
| 2017/2018 | Ivan Almeida                          | /                                     | Anwil Włocławek                       |
| 2017/2018 | Aaron Cel (2)                         | /                                     | Polski Cukier Toruń                   |
| 2017/2018 | Michał Sokołowski (2)                 | Polska                                | Rosa Radom                            |
| 2017/2018 | Vladimir Dragičević (3)               | Czarnogóra                            | Stelmet BC Zielona Góra               |
| 2017/2018 | Aaron Johnson                         | Stany Zjednoczone                     | BM Slam Stal Ostrów Wielkopolski      |
| 2018/2019 | James Florence                        | Stany Zjednoczone                     | Arka Gdynia                           |
| 2018/2019 | Aaron Cel (3)                         | /                                     | Polski Cukier Toruń                   |
| 2018/2019 | Michał Sokołowski (3)                 | Polska                                | Stelmet Enea BC Zielona Góra          |
| 2018/2019 | Josh Bostic                           | Stany Zjednoczone                     | Arka Gdynia                           |
| 2018/2019 | Cleveland Melvin                      | Stany Zjednoczone                     | MKS Dąbrowa Górnicza                  |
| 2019/2020 | Ricky Ledo                            | /                                     | Anwil Włocławek                       |
| 2019/2020 | Brynton Lemar                         | /                                     | Start Lublin                          |
| 2019/2020 | Shawn Jones                           | /                                     | Anwil Włocławek                       |
| 2019/2020 | Josh Bostic (2)                       | Stany Zjednoczone                     | Arka Gdynia                           |
| 2019/2020 | Jarosław Zyskowski                    | Polska                                | Stelmet Enea BC Zielona Góra          |
| 2020/2021 | Gabriel Lundberg                      | Dania                                 | Stelmet Enea BC Zielona Góra          |
| 2020/2021 | Lee Moore                             | Stany Zjednoczone                     | MKS Dąbrowa Górnicza                  |
| 2020/2021 | Jakub Garbacz                         | Polska                                | BM Slam Stal Ostrów Wielkopolski      |
| 2020/2021 | Rolands Freimanis                     | Łotwa                                 | Stelmet Enea BC Zielona Góra          |
| 2020/2021 | Geoffrey Groselle                     | Stany Zjednoczone                     | Stelmet Enea BC Zielona Góra          |
| 2021/2022 | Dragan Apić                           | Serbia                                | Stelmet Zastal BC Zielona Góra        |
| 2021/2022 | Aleksander Dziewa                     | Polska                                | WKS Śląsk Wrocław                     |
| 2021/2022 | Billy Garrett                         | Stany Zjednoczone                     | Grupa Sierleccy Czarni Słupsk         |
| 2021/2022 | Jonah Mathews                         | Stany Zjednoczone                     | Anwil Włocławek                       |
| 2021/2022 | Travis Trice                          | Stany Zjednoczone                     | WKS Śląsk Wrocław                     |
| 2022/2023 | Andrzej Mazurczak                     | /                                     | King Szczecin                         |
| 2022/2023 | Jeremiah Martin                       | Stany Zjednoczone                     | WKS Śląsk Wrocław                     |
| 2022/2023 | Przemysław Żołnierewicz               | Polska                                | Enea Zastal BC Zielona Góra           |
| 2022/2023 | Aleksander Dziewa (2)                 | Polska                                | WKS Śląsk Wrocław                     |
| 2022/2023 | Damian Kulig (3)                      | Polska                                | BM Stal Ostrów Wielkopolski           |
| 2023/2024 | Andrzej Mazurczak (2)                 | /                                     | King Szczecin                         |
| 2023/2024 | Victor Sanders                        | Stany Zjednoczone                     | Anwil Włocławek                       |
| 2023/2024 | Christian Vital                       | Stany Zjednoczone                     | Legia Warszawa                        |
| 2023/2024 | Aric Holman                           | Stany Zjednoczone                     | Legia Warszawa                        |
| 2023/2024 | Aigars Šķēle                          | Łotwa                                 | BM Stal Ostrów Wielkopolski           |